# Guillermina Mekuy
Guillermina Mekuy Mba Obono (Evínayong, 25 de junio de 1982) es una escritora, política y empresaria ecuatoguineana. Es exministra de Cultura y Promoción Artesanal de la Presidencia del Gobierno de la República de Guinea Ecuatorial. Desde 2012 hasta el primer semestre de 2016, Mekuy fue la ministra delegada del Departamento de Cultura y Turismo. Es la primera mujer que ocupa el cargo de ministra de Cultura y Turismo de Guinea Ecuatorial. Fue secretaria de Estado titular de cultura (2009-2012) y directora general de Bibliotecas y Museos (2008-2009).
El llanto de la perra fue su primera novela (2005). También es autora de Las tres Vírgenes de Santo Tomás (2008) y Tres almas para un corazón (2011). En 2013 fundó la revista femenina Meik, la esencia del mestizaje y en 2016 fundó la Editorial Mk.

## Biografía
Guillermina Mekuy Mba Obono nació el 25 de junio de 1982 en Evínayong. Hija de Luis Mba Ndong Andeme, diplomático ecuatoguineano, y de Esperanza Obono Nve Nchama, catequista. Mekuy es la sexta de siete hermanos. A la edad de cinco años, Mekuy se trasladó, junto con su familia, a Madrid. En 2006 se licenció en Derecho y en Ciencias Políticas en la Universidad Autónoma de Madrid, España. 
A los diecisiete años escribió su primera novela El llanto de la perra, publicada por Plaza & Janés en 2005. Este fue el comienzo de su carrera literaria, que continuó con su segundo título Las tres vírgenes de Santo Tomás, publicada por Suma de letras, y con su tercera novela Tres almas para un corazón publicada por Ediciones Martínez Roca del Grupo Planeta.
En 2008, regresó a Guinea Ecuatorial para asumir el cargo de directora general de Bibliotecas y Museos. En 2009, pasó a ser la secretaria de Estado titular de Cultura y en 2012 tomó posesión de su cargo como ministra delegada del Departamento de Cultura y Turismo de la Presidencia de la República de Guinea Ecuatorial. Es la primera mujer que ocupa este cargo en el Gobierno ecuatoguineano. Entre sus predecesores, se encuentran intelectuales como el fallecido escultor Leandro Mbomio Nsue, más conocido como el Picasso Negro. Desde 2016 es la ministra de Cultura y Promoción Artesanal.

## Obras
- El llanto de la perra[3]

Su primera novela. Fue publicada por Plaza & Janés del Grupo Random House Mondadori en 2005. La novela narra la historia de una joven de la alta sociedad en un país africano en busca de su identidad y autoafirmación como una mujer libre e independiente. La iniciación sexual ocupa un espacio importante en la novela y sitúa a la mujer como un objeto pasivo. Esto ha hecho pensar que la primera novela de Mekuy “está involuntariamente reforzando un denigrante estereotipo acerca de la insaciable sensualidad de la mujer negra que la mayoría de las autoras africanas han combatido y denunciado con ferocidad en sus textos”.
- Las tres vírgenes de Santo Tomás[6]

Publicada en 2008 por Suma de Letras del Grupo Santillana. Su segunda novela narra la historia de tres hermanas, un padre influenciado por Santo Tomás de Aquino y una madre que ama y acompaña a su esposo en su misión de traer servidores de Dios al mundo. El libro narra el camino que cada hermana toma para descubrir su mundo y su propia forma de entender el amor. 
- Tres almas para un corazón[7]

Su más reciente novela, publicada por Martínez Roca del Grupo Planeta en 2011, reúne la historia de tres mujeres casadas con el mismo hombre, Santiago. Melba, una aristócrata que desde niña ya tenía su destino marcado; Zulema, una joven que provenía de una familia pobre y sin recursos que tuvo que sobreponerse a la muerte de su hermana pequeña; y Aysha, una mujer culta y preparada que estudió periodismo en La Sorbona de París. Tres almas para un corazón es una novela basada en personas y hechos reales. Una vez más, Mekuy muestra a través de su novela una perspectiva diferente del amor y de la libertad como una condición única e irrenunciable para los seres humanos.
- Las hijas de Tomás Ondó  y Teresa García. [8]

## Actividad no gubernamental
Guillermina Mekuy también es empresaria. En 2013, fundó la revista Meik, un espacio que reúne moda, estilo y, principalmente, entrevistas a mujeres mestizas que han triunfado en ámbitos como el Cine, la política, las finanzas, la música o el arte. Mujeres emprendedoras que desarrollan proyectos en pro del bienestar de la mujer.
En 2016, Mekuy fundó la Editorial MK. Una editorial enfocada en la publicación de ensayos, antologías, novelas, guías de viajes y libros de autoayuda. De manera especial, Editorial MK incluye un sello denominado Voces Femeninas que pretende reunir textos de mujeres que destacan el valor del papel de la emancipación de la mujer en diversos ámbitos del siglo XXI. 
Mekuy participa en el desarrollo de otros proyectos como: 
- Cine, con la productora Afromedia.
- Creación y organización de la Casa Cultural Mekuy para dar soporte a mujeres y niñas en la ciudad de Evínayong.
- En 2021 ha impulsado una línea de cosmética inclusiva, Clementyne Cosmetics.[9]

## Premios y reconocimientos
2018 - Premio Excelencia EXIBED de liderazgo durante la V Cumbre Exibed de Valladolid
2020 - Premio León del Desierto, de la Fundación Global África Latina.
2020 - Premio de  2020 WIA 54,Premios internacionales Women in Africa 2020.
2024 - Premio Cambio16  en la categoría Premio Woman for Hope.